# Hans Lamm

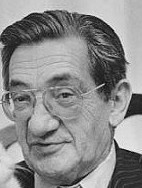
Hans Lamm, 1980

Hans Lamm (geboren am 6. Juni 1913 in München; gestorben am 23. April 1985 ebenda) war ein Journalist, Publizist und Verbandsfunktionär. Von 1970 bis 1985 war er Präsident der Israelitischen Kultusgemeinde München und Oberbayern und Direktoriumsmitglied des Zentralrats der Juden in Deutschland.

## Leben und Wirken
Hans Lamm wurde als jüngerer von zwei Söhnen des Kunstschmieds Ignaz Lamm und der Lehrerin Martha Lamm geb. Pinczower geboren. Sein Bruder war der Arzt Heinrich Lamm (1908–1974).
1932 legte er an der Luitpold-Oberrealschule das Abitur ab und begann ein Jurastudium in München. Nach der „Machtergreifung“ der Nationalsozialisten wechselte er zur Journalistik, weil ihm als Juden der Zugang zu entsprechenden Positionen nach dem Studium verwehrt worden wäre. 1934 bis 1937 war er in der Sozialabteilung der Münchner Jüdischen Gemeinde tätig. 1938 emigrierte er in die USA und studierte 1939 bis 1941 Soziologie an der Universität von Kansas City.
Im Juni 1945 kehrte er als Repräsentant der Hilfsorganisation UNRRA nach München zurück und war als Übersetzer bei den Nürnberger Prozessen tätig. 1951 wurde er von der Universität Erlangen aufgrund einer Arbeit „Über die innere und äussere Entwicklung des deutschen Judentums 1933–1945“ zum Dr. phil. promoviert. Ab 1955 lebte er endgültig wieder in Deutschland und war zunächst Kulturdezernent des Zentralrats der Juden in Deutschland. Er übersetzte u. a. auch den Brief aus dem Gefängnis von Birmingham von Martin Luther King.
Ab 1960 bis zu seiner Pensionierung 1976 war er Abteilungsleiter an der Münchner Volkshochschule und auch selbst als Vortragender aktiv. Von 1970 bis zu seinem Tod war er als Nachfolger von Dr. Siegfried Neuland Präsident der Israelitischen Kultusgemeinde München und Oberbayern. Auch als Mitglied der Gesellschaft für christlich-jüdische Zusammenarbeit bemühte er sich lange Jahre um ein gutes Einvernehmen mit anderen Konfessionen und Kulturkreisen und setzte sich gleichzeitig für die Rechte von Minderheiten ein. Er stiftete der Hebräischen Universität Jerusalem einen Stipendienfonds zur alljährlichen Förderung je eines arabischen und eines jüdischen Studenten.

## Werke (Auswahl)
- Über die innere und äußere Entwicklung des deutschen Judentums im Dritten Reich. Dissertation, Universität Erlangen 1951.
- Von Juden in München. Ein Gedenkbuch. Ner-Tamid-Verlag, München 1958.
- Karl Marx und das Judentum. Hueber, München 1969.
- Hans Lamm. Deutsch-Jüdischer Publizist. Ausgewählte Aufsätze 1933–1983 mit ausführlicher Bibliographie. Saur, München/New York/London/Paris 1984, ISBN 3-598-10557-6.

Als Herausgeber
- Der Eichmann-Prozeß in der deutschen öffentlichen Meinung. Eine Dokumentensammlung. Ner-Tamid-Verlag, Frankfurt am Main 1961.
- Theodor Heuss. An und über Juden. Aus Schriften und Reden (1906–1963) zusammengestellt und herausgegeben von Hans Lamm. Econ, Düsseldorf/Wien 1964.
- Vergangene Tage. Jüdische Kultur in München. Langen Müller, München/Wien 1982, ISBN 3-7844-1867-8.